# Famille von Berlepsch
Pour les articles homonymes, voir von Berlepsch.
La famille Berlepsch est une ancienne famille noble originaire de Basse-Saxe. La famille, dont certaines branches existent encore aujourd'hui, appartient à l'ancienne noblesse du Leinegau (de). Plus tard, les seigneurs de Berlepsch acquièrent des biens et une certaine renommée, surtout en Hesse, mais aussi en Thuringe, en Saxe et en Westphalie. Les membres de la famille possédant des biens en Hesse sont toujours inscrits dans la chevalerie de l'ancienne Hesse (de).

## Origine
La famille est mentionnée pour la première fois avec Cunradus de Berleibisin dans un document établi le 25 février 1233. Conrad y est l'un des témoins de l'accord donné par le landgrave Conrad de Thuringe pour que l'abbaye de Spieskappel loue des biens à Leimsfeld et dans l'actuelle zone désertique de Snegelbiz selon le droit forestier et exempte de certaines prestations les biens situés sous la juridiction du landgrave. La lignée ininterrompue de la famille commence avec le chevalier Konrad von Berlepsch (mort en 1271) et l'écuyer Theodrich von Berlepsch (mort en avant 1266), le fils de son frère,. Dans une déclaration de renonciation documentaire de 1284 (les faits présentés dans l'acte se sont probablement produits au moins 18 ans auparavant, car la date à laquelle l'acte est daté est postérieure à la mort des deux chevaliers, qui sont également les sceaux de l'acte), qui, selon l'acte, fait état d'une détresse du couvent de l'abbaye de Weißenstein (de) par les deux chevaliers (von Berleipse) pour une et deux demi-dîmes (à Oberwehlheiden, Niedervellmar et Obersimmershausen), un comte Albert von Wallenstein, un comte Burchard von Ziegenberg (de), Conrad von Wehren, Eckehard von Felsberg (de), Theoderich von Elben (de), Heinrich von Rengshausen, Conrad von Bartherode, Ludwig von Blumenstein (de), Conrad von Weimar (de) et Wernher von Geismar (de) sont entre autres cités comme sceaux ou témoins,. Des orthographes plus anciennes du nom sont également Berleibisin, Berleybischin et Berlevessen.
Schannat (de) suppose que la famille noble Berlepsch est issue des familles von Berlips et von Berleves (Berleywes) et que leurs armoiries se rejoignent, les perruches appartenant aux armoiries de la première famille et les chevrons aux armoiries de la seconde. Von Meding (de) suppose (Nachrichten von adelichen Wapen, 1786-1791), que les deux armoiries proviennent déjà d'une seule et même famille. V. Meding est confirmé par un document du XIIIe siècle.
Selon Happel et Letzner (de),, la famille s'appelle Bernewizko et est établie en Moravie à la frontière hongroise. De là, elle est arrivée en Basse-Saxe au XIe siècle sous le roi Henri (un arrière-grand-père de Barberousse) et de là en Hesse .
En 1858, on affirme déjà une origine commune des barons de Bernewitz (de) et des barons de Berlepsch auprès de cette "très ancienne famille morave Bernevizko" et dans ce sens, un peu plus tard (1869), on ne se contente plus d'une parenté présumée avec les seigneurs de Barnewitz (de).
Elle est probablement suivie (aussi bien chronologiquement que géographiquement) par la famille bohémienne Berleviczko, à laquelle, selon M. Gritzner et AM Hildebrandt, les seigneurs de Berlepsch étaient autrefois liés par des liens de parenté.
Valentin König fait remonter la lignée de la famille aux frères Heinrich et Dietrich von Bernewizko, qui seraient arrivés à la cour du duc Othon de Saxe en 1070 et se seraient installés de là en 1079 à Jühnde à Göttingen,.

## Nom, château/palais et siège ancestral
Le siège ancestral qui a donné son nom à la famille est Berlevessen, aujourd'hui Barlissen. En 1297, le duc Albert le Téméraire de Brunswick promet à Göttingen de faire détruire le château. Au milieu du XIVe siècle, probablement après la mort du duc Albrecht en 1318, les troupes hessoises détruisent le château,

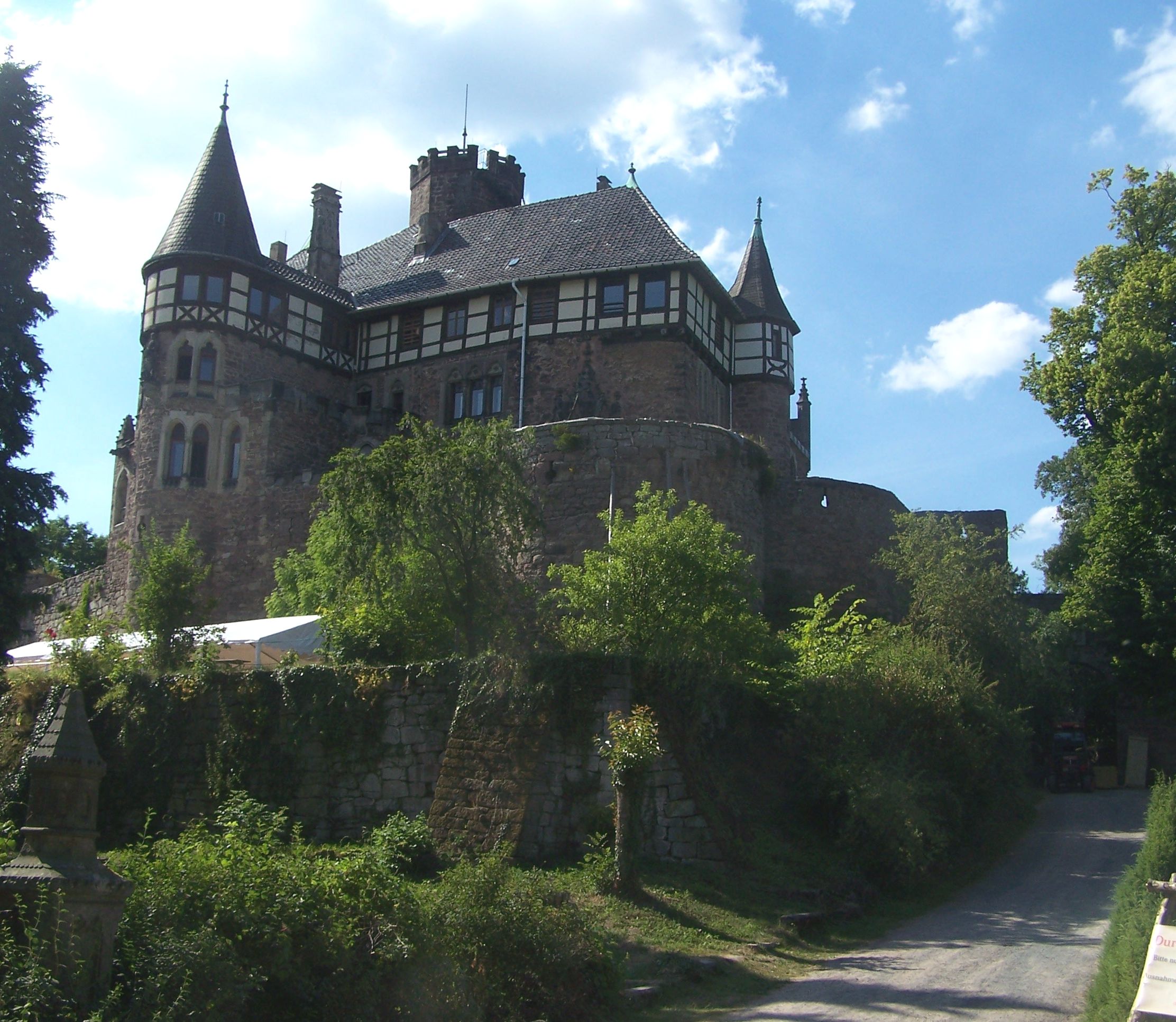

La lignée aux armoiries de la perruche des Berlips (descendants de Théodoric) s'installe alors au château de Ziegenberg, tandis que celle de la lignée des Berleves aux armoiries à chevrons (descendants de l'oncle de Théodoric Konrad) s'installe partiellement dans le château d'Arnstein (de), construit environ 200 ans plus tôt par un Berlepsch et à partir de 1338 en partie à Bischoffshausen, chacun en fief.
Le château de Berlepsch (de) près de Witzenhausen sur la Werra, construit vers 1370 (début des travaux en 1368) par Arnold von Berlepsch (Berleves), devient plus tard le siège de la famille,.
En 1392, après le décès de Hans von Berlepsch, le fils d'Arnold von Berlepsch, sans descendance masculine, Tilo von Berlepsch de Ziegenberg, l'oncle au quatrième degré d'Arnold, prend possession du château contre la volonté du landgrave Henri II, à la suite de quoi il est détruit et reconstruit en 1400 par les troupes hessoises,. Les tentatives d'accord précédentes, qui n'aboutissent que sur des messages oraux du landgrave à la suite de lettres restées sans réponse (Thilo von Berlepsch ne sait probablement ni lire ni écrire), ne permettent pas à Tilo von Berlepsch d'obtenir gain de cause, comme l'a décrit Georg Landau (de) en 1842.
En 1461, le château de Berlepsch est récupéré par Sittich von Berlepsch (de) en échange du château de Sensenstein (de) du landgrave de Hesse Louis II. Le chevalier Sittich von Berlepsch la fait alors renforcer par des murs, des tours et des chenils. Entre-temps, les von Lauerbach ont possédé le château.
C'est au plus tard en 1605, par Johann Siebmacher que la famille, qui ne comprend alors plus que la lignée des Berlips, est désignée pour la première fois dans la littérature sous le nom de Berlepsch.
Le château de Berlepsch est encore aujourd'hui une propriété familiale.

## Expansion et personnalités
En 1369, Arnold von Berlepsch (de) reçoit d'Henri II la charge héréditaire de chambellan des landgraves de Hesse. Par la suite, le plus âgé des Berlepsch résidant en Hesse occupe la fonction de chambellan héréditaire de Hesse, qui est l'une des quatre plus hautes fonctions de la cour dans la noblesse de Hesse.
Vers les années 1470, l'office de Ludwigsstein est mis en gage à Sittich l'Ancien et Kaspar von Berlepsch. Sittich von Berlepsch s'occupe plus tard des services du landgrave et devient en 1487 conseiller de Guillaume III, mentionné à plusieurs reprises en 1487 dans les comptes du bailliage de l'office de Bilstein en rapport avec des livraisons de céréales au château de Ludwigsstein, continue probablement à gérer les affaires de l'office à Ludwigsstein.
Le fief fuldien de Friedrich Schannat mentionne Arnold et Tilo von Berlepsch (Tylo & Arnoldus Fratres de Berleves) au XIVe siècle et les villages d'Ermenesvverde, Soderode et Blickershusen  sous leur patronage (cum Jure Patronatus). Le fils d'Arnold, Johann von Berlepsch (Ioannes de Berlevves), est mentionné avec Ermesvverde et la dîme de Willershusen.

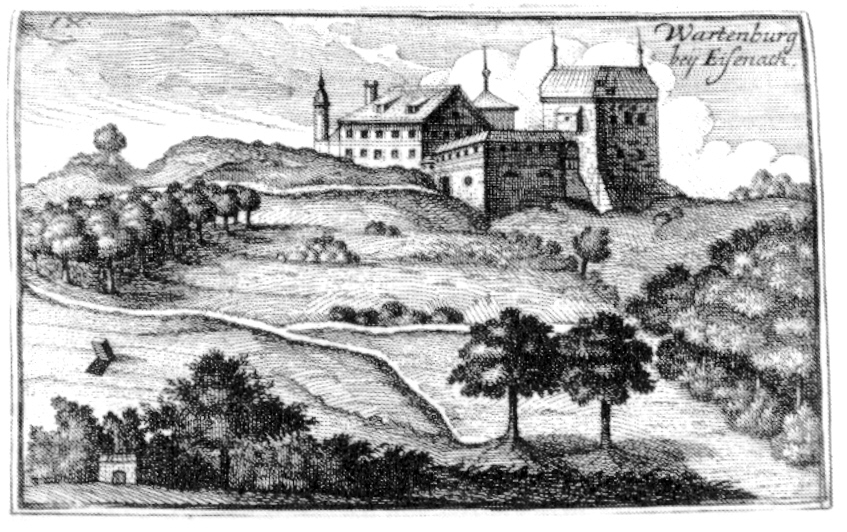
Château de la Wartbourg (1710); administré au début du XVIe siècle par Hans Sittich von Berlepsch.
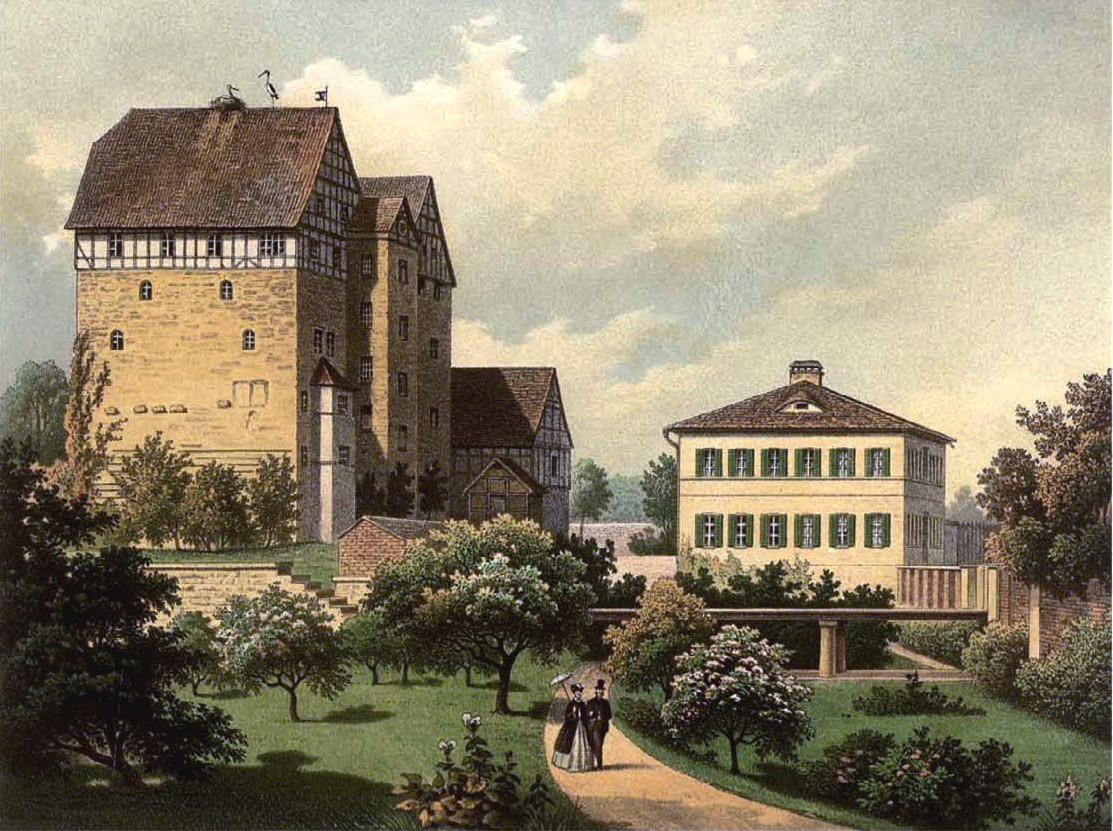
Château de Seebach (de) (Alexander Duncker, 19. Jahrhundert); acquis en 1523 par Hans Sittich von Berlepsch.
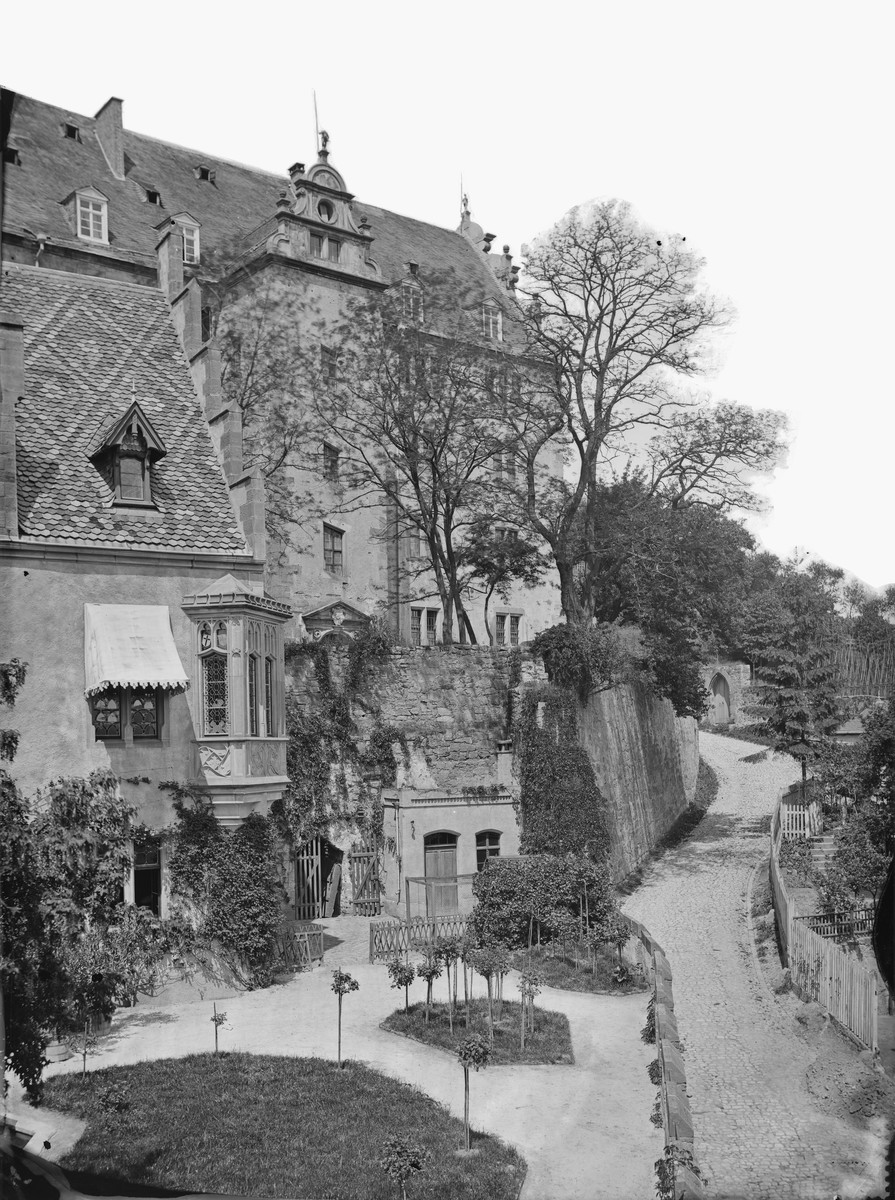
Wolfsburg (Ludwig Bickell (de), XIXe siècle) ; acquis en 1525 par Caspar von Berlepsch.
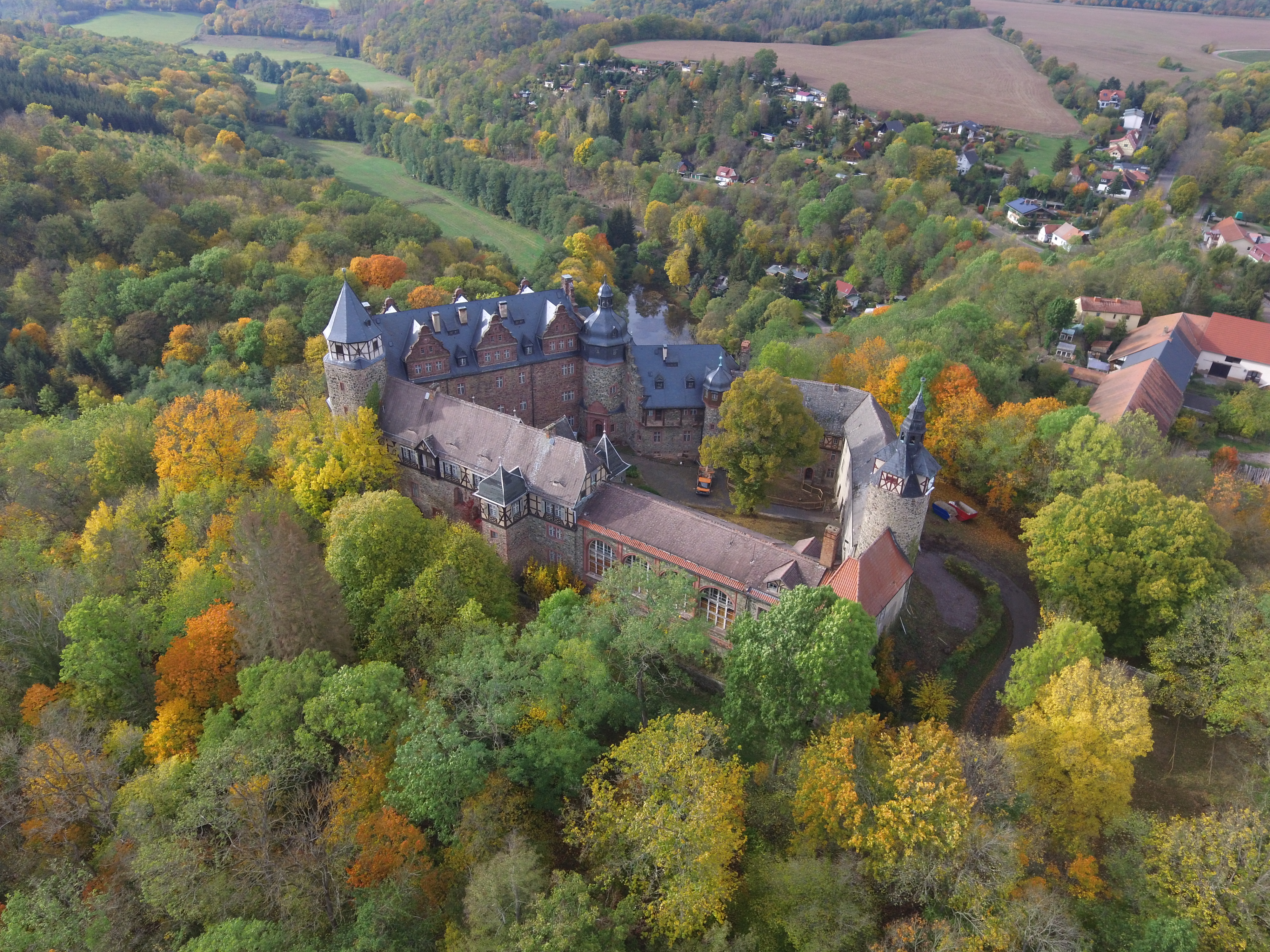
Château de Rammelburg (de) (Alexander Duncker, XIXe siècle) ; 1602-1624 administré par Caspar von Berlepsch.
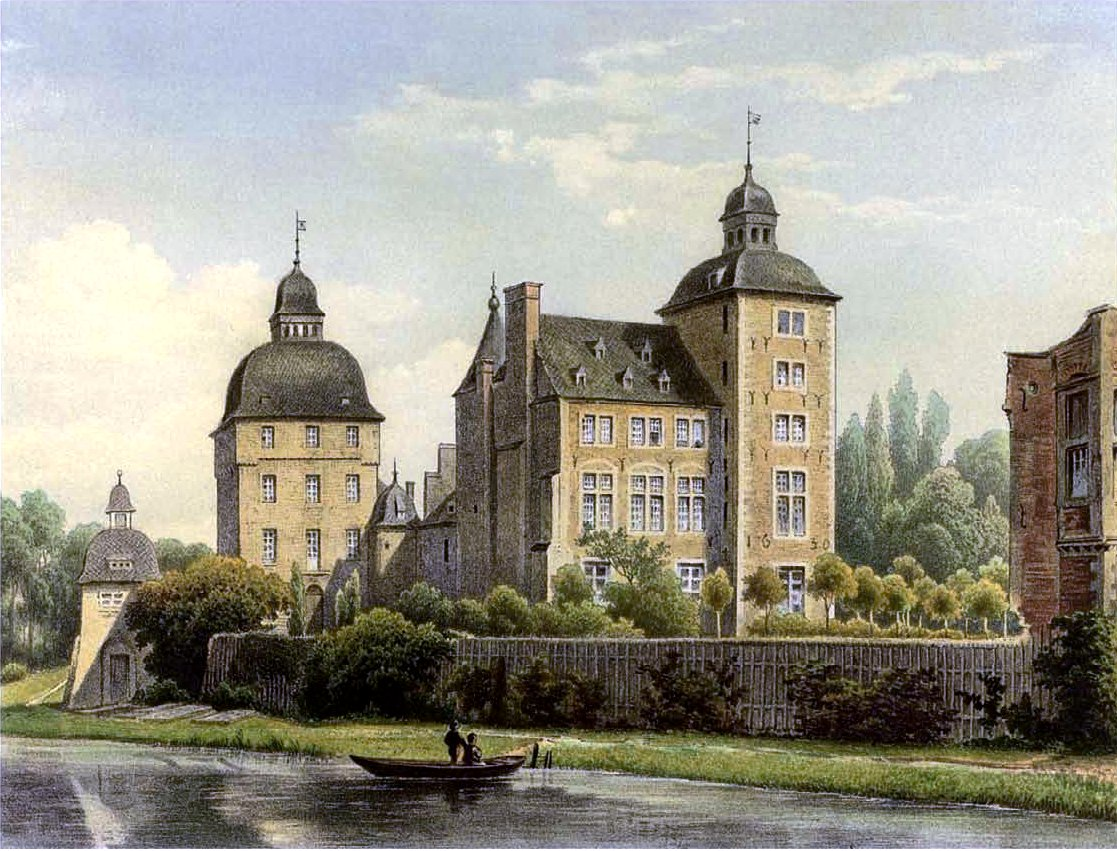
Château de Myllendonk (de) (Heinrich Deiters et Alexander Duncker, XIXe siècle) ; acheté après 1700 par Gertrude von Berlepsch, (née Wolff von Gudenberg (de))
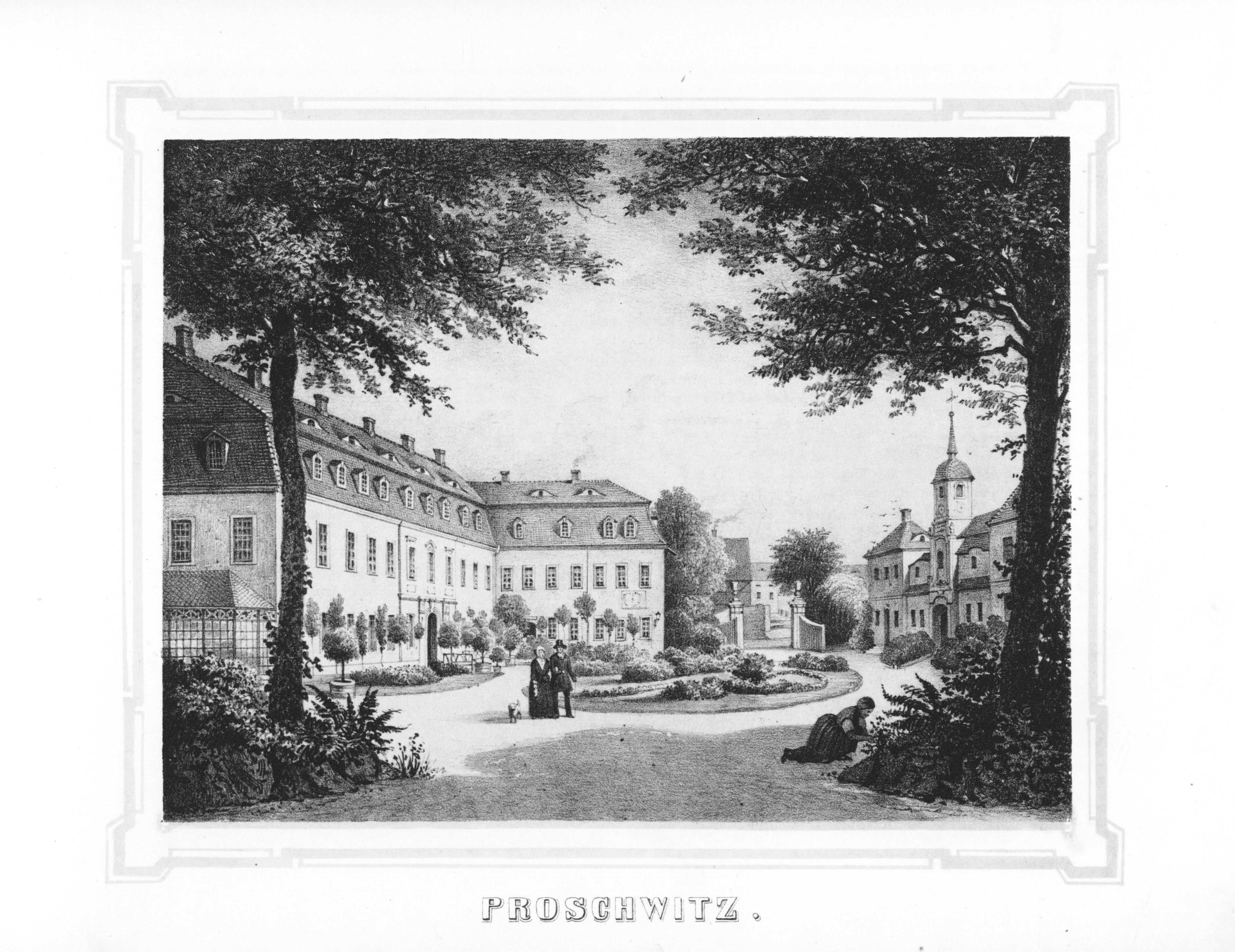
Château de Proschwitz (Album des châteaux et manoirs du royaume de Saxe II, 1856) ; acquis en 1790 par le baron Carl Friedrich von Berlepsch.

Johann "Hans" Sittich von Berlepsch est commandant et bailli au château de la Wartbourg lorsque Martin Luther y est mis en sécurité lors de son voyage de retour de la Diète de Worms. Il acquit le château de Seebach (de) en 1523.
Son fils Hans von Berlepsch (de) est à l'origine de la seignerie des Berlepsch sur le château de Buhla (de) de 1588 à 1851. Il achète également le château de Großbodungen (de), qu'il fait reconstruire de 1575 à 1584 dans sa "forme architecturale qui le caractérise encore aujourd'hui" ,.
En 1525, Caspar von Berlepsch acquit une importante propriété à Marbourg, le château de Wolfsburg (de). Son fils Erich Volkmar von Berlepsch (de) (mort en 1589) devient également conseiller privé en électorat de Saxe, gouverneur en chef en Thuringe et juge en chef à Leipzig. Son plus jeune frère, Curt Thilo von Berlepsch, décède en 1589 en tant que conseiller électoral saxon et surintendant du comté de Mansfeld. Sittich von Berlepsch, seigneur de Thomasbrücken, descend de lui. Il a quatre fils, dont le plus jeune, Wilhelm Ludwig von Berlepsch, meurt en 1679. Ses fils Perruche Herbold et Peter Philipp sont issus de son mariage avec Gertrud Wolff von Gudenberg (de). Après la mort de Wilhelm Ludwig, Gertrud (Maria Josephe Gertrud) vient à Düsseldorf et est dans la plus grande faveur de la princesse palatine Marie-Anne de Neubourg. Après que le mariage de la princesse avec Charles II d'Espagne, elle part avec elle en Espagne  et y acquit une grande influence sur le gouvernement du royaume. Après la mort du roi Charles II, elle achète la seigneurie et le château de Myllendonk (de) près de Mönchengladbach au comte de Croÿ et est élevée au rang de comte impérial en 1695 avec ses deux fils. En 1706, elle devient l'abbesse princière du couvent séculier de la Nouvelle Ville de Prague.
Leur fils Peter Philipp von Berlepsch, qui a déjà été élevé au rang de comte d'Empire avec sa mère et son frère le 8 août 1695, devient conseiller de la cour impériale en 1697 et ambassadeur royal espagnol à la cour impériale en 1699. Il reçoit du roi d'Espagne Charles II une riche abbaye en Sicile du roi d'Espagne Charles II, mais meurt dès 1721 à l'âge de 46 ans. Son frère Sittig Herbold von Berlepsch reçoit de sa mère la seigneurie de Myllendonk et devient chambellan impérial. Cette lignée s'éteint en 1732 avec Philipp Anton comte von Berlepsch (1702-1732), chambellan électoral trévois et chevalier de Malte, marié sans enfant à sa cousine.
Ludwig Hermann von Berlepsch (né le 25 janvier 1782 et mort le 5 avril 1845) est un général de division électoral hessois et chambellan héréditaire. Sa fille, Karoline von Berlepsch (1820-1877), issue de son mariage avec Mélusine von Kruse, épouse l'électeur Guillaume II de Hesse-Cassel dans un mariage morganatique. Elle reçoit le titre de baronne de Bergen de l'électeur en 1844 et le titre autrichien de comtesse de Bergen en 1846.
La famille est surtout richement dotée en électorat de Hesse. Près de Göttingen, Streulehn est une propriété familiale. Dans la province prusienne de Hanovre, des membres de la famille possèdent des propriétés dans l'arrondissement de Northeim. Dans le royaume de Saxe, la famille possède notamment Proschwitz ou en est partiellement propriétaire. Dans la province prussienne de Saxe, dans l'arrondissement de Langensalza (de), un domaine à Welsbach et le château de Seebach (de) appartenaient à la famille à partir de 1527; l'ornithologue Hans von Berlepsch y fonde la première réserve ornithologique en 1877. De 1602 à 1624, le bureau de Rammelburg (de) avec le château de Rammelburg (de) appartenait à Caspar von Berlepsch, qui possède également Großbodungen et Buhla.
L'association familiale des comtes et barons de Berlepsch organise tous les deux ans des journées familiales.

## Anoblissements
Le 27 août 1869 à Berlin, Karl Friedrich von Berlepsch (de) reçoit le statut de comte prussien selon le droit de primogéniture sur la possession du majorat de Berlepsch. Le 18 septembre 1878, au Nouveau Palais de Potsdam, le descendant du premier comte est autorisé à utiliser le titre de baron par l'ordre du cabinet le plus élevé.
Hans von Berlepsch, administrateur royal prussien de l'arrondissement de Kattowitz (de) et plus tard ministre d'État, obtient avec son frère Richard von Berlepsch, premier lieutenant royal saxon, une reconnaissance prussienne pour l'usage du titre de baron le 24 février 1876 à Berlin par le bureau du héraut. Rudolf von Berlepsch sur Seebach et Großgottern dans l'arrondissement de Langensalza reçoit également la reconnaissance prussienne pour l'utilisation du titre de baron, le 5 octobre 1881 à Baden-Baden par ordre du cabinet le plus élevé.
Le 26 février 1909 à Dresde, Hans von Berlepsch, chambellan royal saxon, major de disposition et maréchal de la cour du prince Jean-Georges de Saxe, est élevé au rang de baron royal saxon. Une inscription au livre de la noblesse saxonne sous le numéro 341 est faite le 12 novembre 1910. Le 15 novembre 1910, Otto Berlepsch, Bahnmeister, est inscrit dans le livre de noblesse royal saxon sous le numéro 342.

## Blason

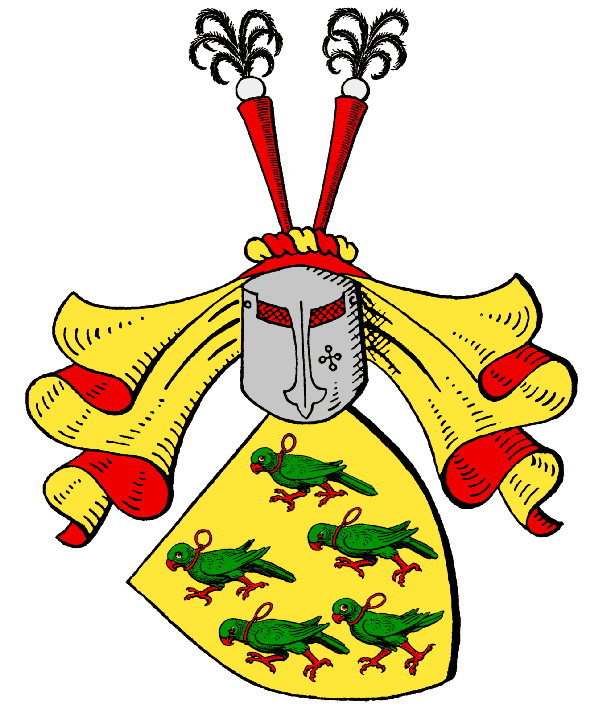
Armoiries de la famille von Berlepsch

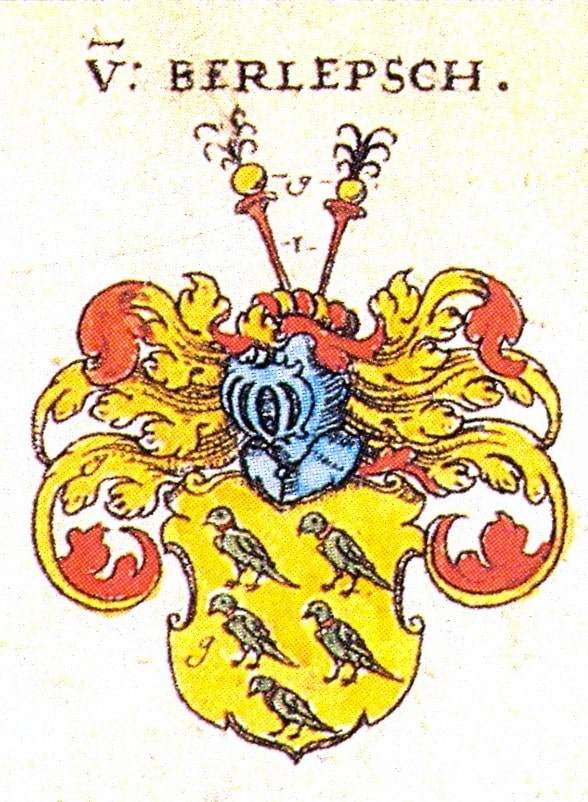
Armoiries dans la nouvelle édition de Horst Appuhn du Wappenbuch de Siebmacher, 1989

### Armoiries de la lignée des perruches
Les armoiries de la famille Berlepsch représentent cinq (2:2:1) perruches vertes d'or, armées de rouge et portant des colliers rouges. Sur le casque avec des lambrequins rouges et dorées se trouvent deux bâtons rouges (pics) qui sont pointés vers le bas, chacun portant une boule d'argent avec sept plumes de coq noires sur le dessus. Selon le peintre d'armoiries saxon Johann August Milhauser, les boules sont à l'origine des grenades.

Selon le registre de la chevalerie de l'ancienne Hesse, Konrad von Berlepsch est l'un des premiers ancêtres de la lignée aux armoiries de la perruche. 
|                                               |  |                               |
| Armoiries de chevron chez Schannat (de), 1726 |  | Armoiries de chevron colorées |

### Armoiries de la lignée des chevrons
Selon le registre des anciens chevaliers hessois, Theoderich von Berlepsch, le neveu de Konrad, est l'un des premiers ancêtres de la lignée aux armoiries en chevron
Selon Maximilian Gritzner et Adolf Matthias Hildebrandt, les armoiries des chevrons sont à l'origine les armoiries de la famille bohémienne von Berleviczko, avec laquelle les seigneurs de Berlepsch se considèrent autrefois comme liés par la filiation, selon Gritzner et Hildebrandt. En 1858, les armoiries de la "très ancienne famille morave Bernewizko" (probablement le blason à chevrons) étaient considérées comme "encore utilisées aujourd'hui" par la famille Berlepsch.

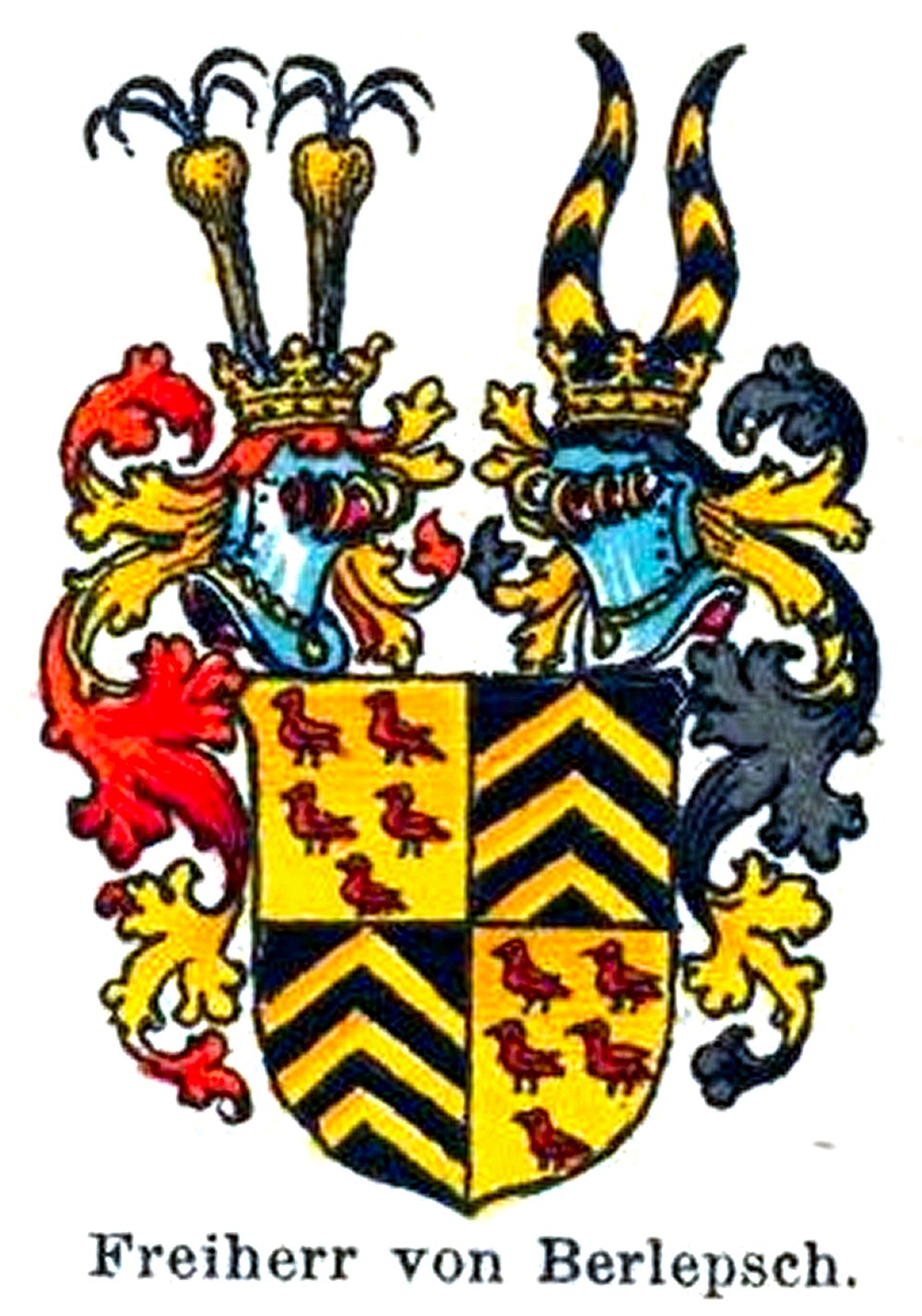
Armoiries de Berlepsch entre 1900 et 1920

### Armoiries écartelées
Plus tard, un blason écartelé avec deux casques devient courant. 1 et 4 les armoiries de la famille, 2 et 3 en noir trois chevrons dorés superposés. À droite le casque principal, à gauche le casque aux lambrequins noir et or coiffe deux cornes de buffle noir, chacune recouverte des trois chevrons dorés.
Le blason écartelé apparaît le 5 août 1695, lorsque les frères Sittig Herbald, gouverneur impérial et Peter Phillip, conseiller impérial à la cour impériale, sont élevés au rang de comtes impériaux par l'empereur Léopold Ier à Vienne. La description de leurs armoiries de comte d'Empire à la chancellerie impériale de Vienne (de) ressemble pour l'essentiel à la description de leurs armoiries dans le diplôme de comte de 1869. Elles sont également représentées au début du XXe siècle chez AM Hildebrandt.

### Seigneurs de Bernewitz

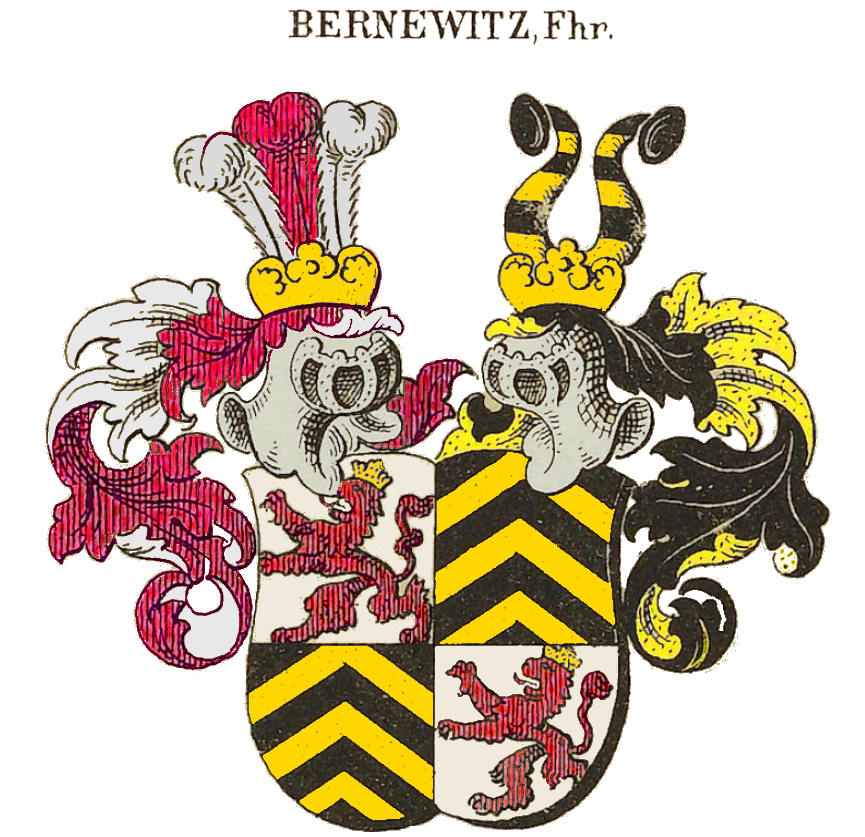
Armoiries des barons de Bernewitz

La famille noble saxonne, brunswickoise et prussienne Bernewitz (de), qui partagent également la même tribu et les mêmes armoiries (lion rouge sur argent) avec la famille Barnewitz (de), qui s'est éteinte dans le Brandebourg et qui s'est également installée au Danemark, n'est pas, selon Ernst Heinrich Kneschke, de la même souche que les seigneurs de Berlepsch ou de Berneviczko, car ils n'ont pas non plus été de même blason même si trois ans auparavant, une origine commune des barons de Bernewitz et des barons de Berlepsch est affirmée dans la très ancienne famille morave Bernevizko.
En 1867, huit ans après la publication de son livre par Kneschke, les seigneurs de Bernewitz sont autorisés à utiliser le titre baronnial - en 1858, ils s'appellent déjà "Barons de Bernewitz". En tout cas, ils ont un blason écartelé pans très semblable au blason écartelé de Berlepsch , avec trois chevrons dorés sur fond noir en 2 et 3 et trois plumes d'autruche sur le casque gauche et deux cornes de buffle sur le casque droit.

## Personnalités
- Arnold von Berlepsch (de) (1324-1379), maréchal et chambellan héréditaire du landgrave
- August von Berlepsch (1815-1877), inventeur du rayon d'abeilles mobile et ainsi fondateur de l'apiculture moderne
- August Adolph von Berlepsch (de) (1790-1867), Oberlandforstmeister royal saxon
- Burkhardt von Berlepsch (de) (1619-1691), membre de la Société des fructifiants
- Carl Heinrich von Berlepsch (de) (1694-1777), lieutenant-maréchal général princier de Wurtzbourg
- Carl Ludwig von Berlepsch (de) (1791-1848), administrateur de l'arrondissement de Langensalza (de) et député de l'Assemblée des États de l'électorat de Hesse
- Caspar von Berlepsch (de) (mort en 1521), chambellan héréditaire du landgrave
- Dietrich Otto von Berlepsch (de) (1823-1896), président du consistoire régional de l'Église évangélique luthérienne de Saxe
- Eitel von Berlepsch (de) (1539-1602), commandant de la forteresse de Ziegenhain (de) et gouverneur landgrave du comté de Ziegenhain (de)
- Emilie von Berlepsch (née von Oppel; 1755-1830), écrivain
- Erich Volkmar von Berlepsch (de) (1525-1589), juge en chef, gouverneur d'office
- Erich Volkmar von Berlepsch (de) (1707-1749), gouverneur d'arrondissement
- Friedrich Ludwig von Berlepsch (de) (1749-1818), juge de la cour de Hanovre, conseiller rural et du trésor et publiciste, juriste
- Gabriel von Berlepsch (de) (né en 1984), acteur de cinéma et de théâtre allemand
- Georg von Berlepsch, commandé lors de l'opération Eiche le 12 septembre 1943 la 1re compagnie du bataillon d'instruction des parachutistes engagée pour la libération de Mussolini.
- Georg Friedrich von Berlepsch (de) (1727-1799), doyen de la cathédrale, président du consistoire et propriétaire d'un chevalier.
- Hans von Berlepsch (de) (1531-1593), chambellan héréditaire et conseiller du landgrave
- Hans von Berlepsch (de) (1857-1933), officier et ornithologue allemand
- Hans Eduard von Berlepsch-Valendas (de) (1849-1921), architecte et peintre suisse
- Hans Hermann von Berlepsch (1843-1926), ministre d'État prussien, juriste, homme politique et réformateur social
- Hans von Berlepsch (1850-1915), ornithologue allemand
- Hans Sittich von Berlepsch (1480-1533), chevalier, bailli du château de la Wartbourg, 1521-22 gardien de Martin Luther
- Hartmann von Berlepsch (de) (1601-1671), Rittmeister, membre de la Société des fructifiants
- Heinrich Moritz von Berlepsch (de) (1736-1809), chambellan saxon et commandant du bailliage de Thuringe
- James von Berlepsch (de) (1935-2008), acteur, fondateur et directeur de théâtre
- Karl Friedrich von Berlepsch (de) (1821-1893), chambellan héréditaire de Hesse et député de la chambre des seigneurs de Prusse
- Karl von Berlepsch (de) (1882–1955), écrivain, poète et peintre allemand
- Ludwig Hermann von Berlepsch (1782-1845), chambellan héréditaire et major général de l'électorat de Hesse
- Marie Gertrude von Berlepsch (de) (1654-1723), née Wolff von Gudenberg (de), maître d'hôtel de la reine d'Espagne
- Otto Wilhelm von Berlepsch (de) (1618-1683), général saxon, membre de la Société des fructifiants
- Sittich von Berlepsch (de) (mort en 1470), ancêtre de la lignée Berlepsch parmi les 5 Sittich et chambellan héréditaire landgrave ainsi que bailli à la Lahn
- Sittich von Berlepsch (de) (mort en 1513), cinquième chambellan héréditaire de Hesse, seigneur de Berlepsch, Melsungen, Ludwigstein et Staufenberg ainsi qu'ambassadeur, maître de la cour et gouverneur du landgrave à Cassel
- Thimon von Berlepsch (de) (né en 1978), magicien
- Tilo von Berlepsch (de) (1913-1991), acteur
- Thomas Christian von Berlepsch (de) (1668-1752), chambellan héréditaire

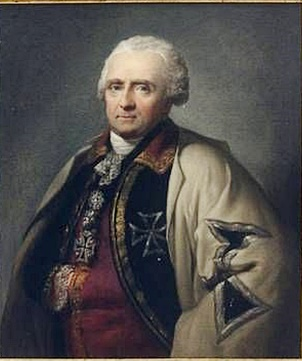
Heinrich Moritz von Berlepsch (de) (1737-1809), commandeur de l'Ordre Teutonique bailliage de Thuringe
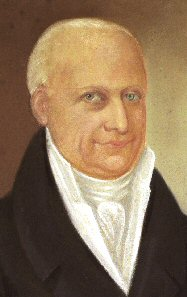
Friedrich Ludwig von Berlepsch (de) (1749-1818), juge du tribunal et trésorier
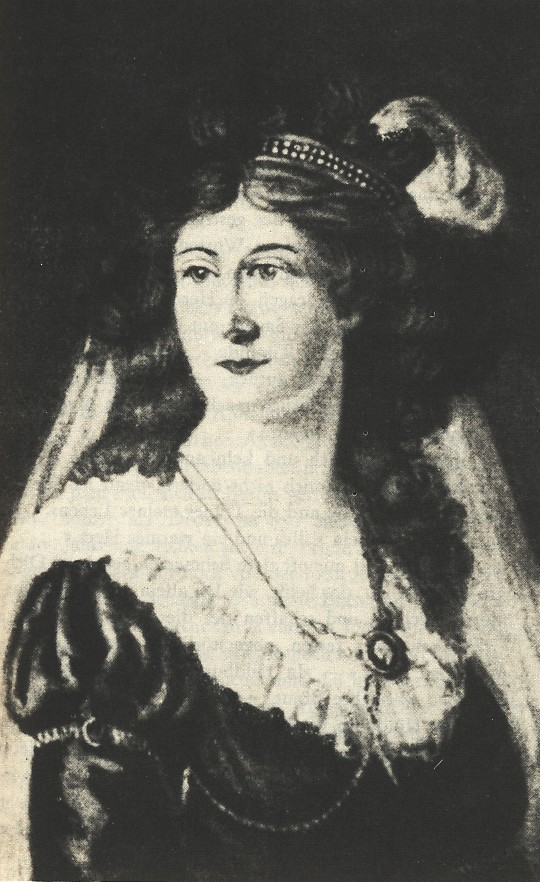
Emilie von Berlepsch (1755-1830), écrivain
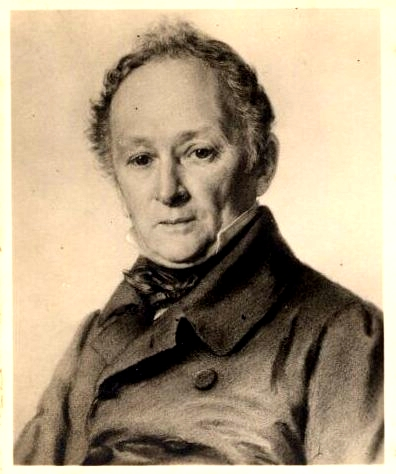
August Adolph von Berlepsch (de) (1790-1867), officier forestier en chef
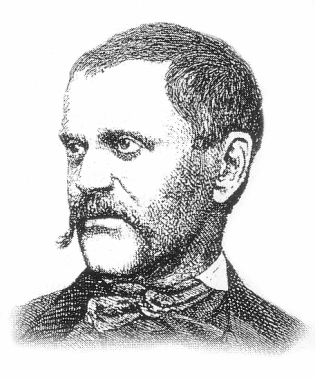
August von Berlepsch (1815-1877), fondateur de l'apiculture moderne
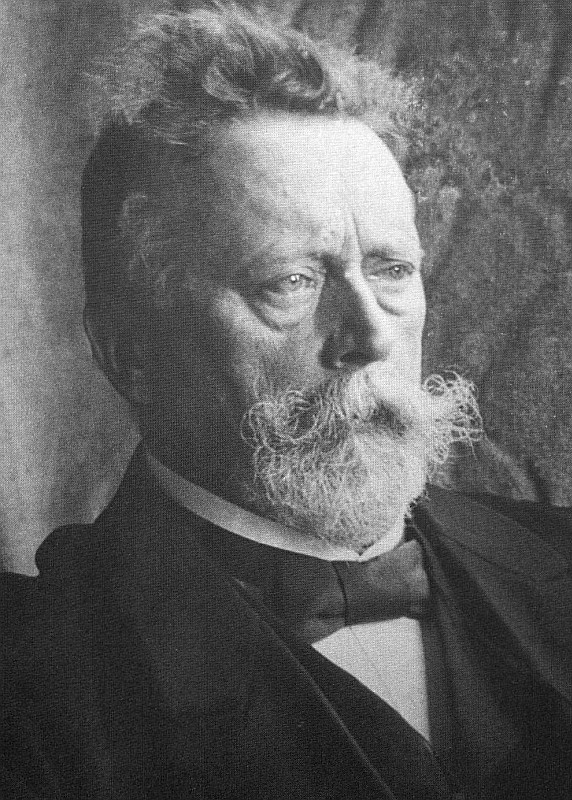
Hans Eduard von Berlepsch-Valendas (de) (1849-1921), architecte et peintre suisse
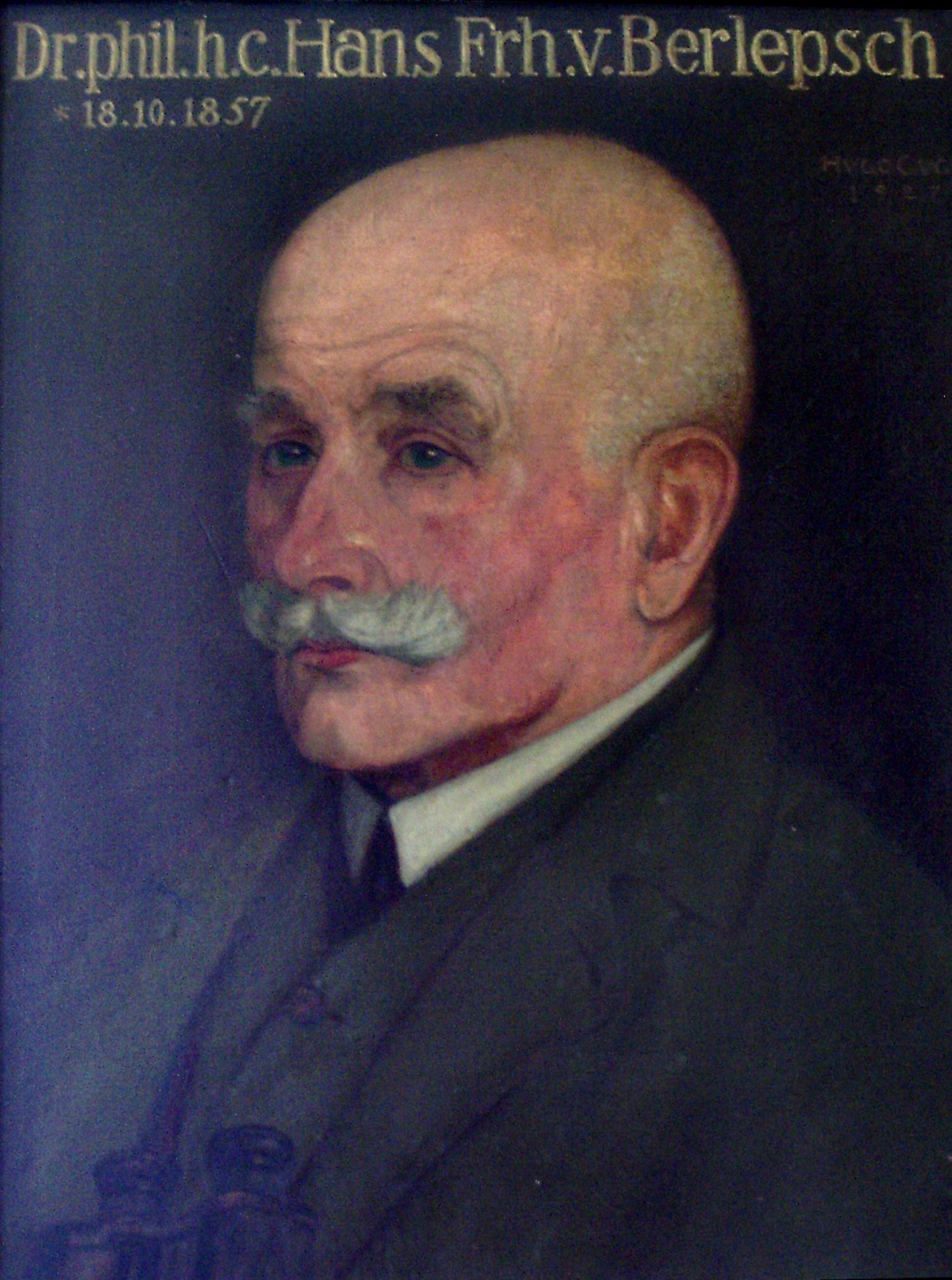
Hans von Berlepsch (1857-1933), fondateur de la protection des oiseaux

## Archives
Les archives de la famille von Berlepsch sont conservées en dépôt dans les archives d'État de Hesse à Marbourg et comprennent 311 documents datant de 1369 à 1829 (ordre no. Urk. 92) et 24 mètres linéaires de documents de dossier du XIVe siècle au début du XXe siècle (Best. 340 av. Berlepsch). Les fonds sont entièrement indexés et peuvent être recherchés en ligne.

## Pour approfondir